# Deutsche Fußballmeisterschaft 1960/61
Die Endrunde um die deutsche Fußballmeisterschaft 1961 wurde in zwei Gruppen mit Hin- und Rückspiel sowie einem anschließenden Endspiel zwischen den beiden Gruppenersten ausgetragen.

## Teilnehmer

### Teilnehmer an der Qualifikationsrunde
| Borussia Neunkirchen | → Zweiter der Oberliga Südwest 1960/61 |
| Eintracht Frankfurt  | → Zweiter der Oberliga Süd 1960/61     |

## Teilnehmer an der Endrunde
| Hamburger SV        | → Meister der Oberliga Nord 1960/61       |
| Werder Bremen       | → Zweiter der Oberliga Nord 1960/61       |
| Hertha BSC          | → Meister der Vertragsliga Berlin 1960/61 |
| 1. FC Köln          | → Meister der Oberliga West 1960/61       |
| Borussia Dortmund   | → Zweiter der Oberliga West 1960/61       |
| 1. FC Saarbrücken   | → Meister der Oberliga Südwest 1960/61    |
| 1. FC Nürnberg      | → Meister der Oberliga Süd 1960/61        |
| Eintracht Frankfurt | → Sieger der Qualifikationsrunde          |

## Qualifikationsrunde
| Datum                                                       |                     | Ergebnis  |                      | Stadion                      |
| ----------------------------------------------------------- | ------------------- | --------- | -------------------- | ---------------------------- |
| 06.05.1961                                                  | Eintracht Frankfurt | 5:0 (3:0) | Borussia Neunkirchen | Ludwigshafen, Südweststadion |
| damit war Eintracht Frankfurt für die Endrunde qualifiziert |                     |           |                      |                              |

## Vorrunde

### Gruppe 1
| Datum      |                     | Ergebnis  |                     | Stadion                         |
| ---------- | ------------------- | --------- | ------------------- | ------------------------------- |
| 20.05.1961 | Hamburger SV        | 2:5 (1:1) | Borussia Dortmund   | Hamburg, Volksparkstadion       |
| 20.05.1961 | Eintracht Frankfurt | 1:1 (1:0) | 1. FC Saarbrücken   | Frankfurt, Waldstadion          |
| 27.05.1961 | 1. FC Saarbrücken   | 2:3 (1:0) | Hamburger SV        | Saarbrücken, Ludwigsparkstadion |
| 27.05.1961 | Borussia Dortmund   | 0:1 (0:1) | Eintracht Frankfurt | Dortmund, Stadion Rote Erde     |
| 03.06.1961 | Hamburger SV        | 2:1 (0:1) | Eintracht Frankfurt | Hamburg, Volksparkstadion       |
| 03.06.1961 | Borussia Dortmund   | 2:2 (0:2) | 1. FC Saarbrücken   | Dortmund, Stadion Rote Erde     |
| 10.06.1961 | Eintracht Frankfurt | 4:2 (1:2) | Hamburger SV        | Frankfurt, Waldstadion          |
| 10.06.1961 | 1. FC Saarbrücken   | 4:3 (1:2) | Borussia Dortmund   | Saarbrücken, Ludwigsparkstadion |
| 14.06.1961 | Hamburger SV        | 3:0 (0:0) | 1. FC Saarbrücken   | Hamburg, Volksparkstadion       |
| 14.06.1961 | Eintracht Frankfurt | 1:2 (1:1) | Borussia Dortmund   | Frankfurt, Waldstadion          |
| 18.06.1961 | Borussia Dortmund   | 7:2 (2:1) | Hamburger SV        | Dortmund, Stadion Rote Erde     |
| 18.06.1961 | 1. FC Saarbrücken   | 2:5 (0:1) | Eintracht Frankfurt | Saarbrücken, Ludwigsparkstadion |

#### Abschlusstabelle
| Pl. | Verein              | Sp. | S | U | N | Tore    | Quote | Punkte |
| --- | ------------------- | --- | - | - | - | ------- | ----- | ------ |
| 1.  | Borussia Dortmund   | 6   | 3 | 1 | 2 | 019:120 | 1,58  | 07:50  |
| 2.  | Eintracht Frankfurt | 6   | 3 | 1 | 2 | 013:900 | 1,44  | 07:50  |
| 3.  | Hamburger SV        | 6   | 3 | 0 | 3 | 014:190 | 0,74  | 06:60  |
| 4.  | 1. FC Saarbrücken   | 6   | 1 | 2 | 3 | 011:170 | 0,65  | 04:80  |

### Gruppe 2
| Datum      |                | Ergebnis  |                | Stadion                       |
| ---------- | -------------- | --------- | -------------- | ----------------------------- |
| 20.05.1961 | 1. FC Köln     | 1:1 (1:0) | Werder Bremen  | Köln, Müngersdorfer Stadion   |
| 20.05.1961 | Hertha BSC     | 0:2 (0:2) | 1. FC Nürnberg | Berlin, Olympiastadion        |
| 27.05.1961 | 1. FC Nürnberg | 3:3 (1:1) | 1. FC Köln     | Nürnberg, Städtisches Stadion |
| 27.05.1961 | Werder Bremen  | 1:0 (1:0) | Hertha BSC     | Bremen, Weserstadion          |
| 03.06.1961 | 1. FC Köln     | 3:4 (1:2) | Hertha BSC     | Köln, Müngersdorfer Stadion   |
| 03.06.1961 | Werder Bremen  | 2:4 (2:1) | 1. FC Nürnberg | Bremen, Weserstadion          |
| 10.06.1961 | Hertha BSC     | 1:2 (0:0) | 1. FC Köln     | Berlin, Olympiastadion        |
| 10.06.1961 | 1. FC Nürnberg | 4:0 (1:0) | Werder Bremen  | Nürnberg, Städtisches Stadion |
| 14.06.1961 | 1. FC Köln     | 1:2 (1:1) | 1. FC Nürnberg | Köln, Müngersdorfer Stadion   |
| 14.06.1961 | Hertha BSC     | 1:3 (1:0) | Werder Bremen  | Berlin, Olympiastadion        |
| 18.06.1961 | Werder Bremen  | 1:1 (0:1) | 1. FC Köln     | Bremen, Weserstadion          |
| 18.06.1961 | 1. FC Nürnberg | 3:3 (2:2) | Hertha BSC     | Nürnberg, Städtisches Stadion |

#### Abschlusstabelle
| Pl. | Verein         | Sp. | S | U | N | Tore    | Quote | Punkte |
| --- | -------------- | --- | - | - | - | ------- | ----- | ------ |
| 1.  | 1. FC Nürnberg | 6   | 4 | 2 | 0 | 018:900 | 2,00  | 10:20  |
| 2.  | Werder Bremen  | 6   | 2 | 2 | 2 | 008:110 | 0,73  | 06:60  |
| 3.  | 1. FC Köln     | 6   | 1 | 3 | 2 | 011:120 | 0,92  | 05:70  |
| 4.  | Hertha BSC     | 6   | 1 | 1 | 4 | 009:140 | 0,64  | 03:90  |

## Finale
| 1. FC Nürnberg                                            | 1. FC Nürnberg | Borussia Dortmund | Borussia Dortmund |
| --------------------------------------------------------- | --- | --- | ----------------- |
| 1. FC Nürnberg                                            | \| Samstag, 24. Juni 1961 in Hannover (Niedersachsenstadion) \| \| Ergebnis: 3:0 (2:0) \| \| Zuschauer: 82.000 \| \| Schiedsrichter: Gerhard Schulenburg (Hamburg) \|                                  | \| Samstag, 24. Juni 1961 in Hannover (Niedersachsenstadion) \| \| Ergebnis: 3:0 (2:0) \| \| Zuschauer: 82.000 \| \| Schiedsrichter: Gerhard Schulenburg (Hamburg) \|                                         | Borussia Dortmund |
| 1. FC Nürnberg                                            | Roland Wabra; Paul Derbfuß, Helmut Hilpert; Josef Zenger, Ferdinand Wenauer, Stefan Reisch; Gustav Flachenecker, Max Morlock, Heinz Strehl, Heini Müller, Kurt Haseneder Cheftrainer: Herbert Widmayer | Heinrich Kwiatkowski; Wilhelm Burgsmüller, Rolf Thiemann; Dieter Kurrat, Lothar Geisler, Wolfgang Peters; Alfred Kelbassa, Aki Schmidt, Jürgen Schütz, Timo Konietzka, Gerhard Cyliax Cheftrainer: Max Merkel | Borussia Dortmund |
| 1. FC Nürnberg                                            | 1:0 Haseneder (6.) 2:0 Müller (44.) 3:0 Strehl (67.) | | Borussia Dortmund |
| Samstag, 24. Juni 1961 in Hannover (Niedersachsenstadion) | | |                   |
| Ergebnis: 3:0 (2:0)                                       | | |                   |
| Zuschauer: 82.000                                         | | |                   |
| Schiedsrichter: Gerhard Schulenburg (Hamburg)             | | |                   |